# مصدر جهد كهربائي
 مصدر الجهد الكهربائي هو المصدر الكهربائي المستعمل في البيوت والمصان بتيار متردد .

## دائرة كهربائية بسيطة

يبين الشكل دائرة كهربائية مكونة من عضوين ، أحدهما المصدر V والعضو الآخر مقاومة R ، وقد تكون المقاومة مثلا مصباحا كهربائيا ، ويوضح السهم اتجاه سريان التيار I وهو من القطب الموجب إلى القطب السالب.

## اقرأ أيضا
- دائرة كهربائية
- دائرة مقاومة و مكثف
- مرشح إلكتروني
- بطارية الرصاص
- جلفانوستات
- المولد (نظرية الدائرة الكهربائية)
- نظرية التراكب
- تحويل المصدر